# Inspecteurs associés
Inspecteurs associés (Dalziel and Pascoe) est une série télévisée britannique créée par Reginald Hill d'après ses romans et diffusée depuis le 16 mars 1996 sur le réseau BBC One. En France, la série a été diffusée à partir du 6 janvier 2002 sur France 3.

## Synopsis
Cette série met en scène les enquêtes, dans le Yorkshire, des policiers Dalziel et Pascoe, que tout oppose. Le superintendant Dalziel est manichéen, vulgaire, rustre, peu respectueux des procédures, alors que l'inspecteur Pascoe est cultivé et attaché à des principes que son collègue juge être d'un autre temps. Cependant, le tandem fonctionne bien, résolvant toujours des intrigues complexes.

## Distribution
- Warren Clarke : Superintendant Andy Dalziel
- Colin Buchanan (VF : Emmanuel Curtil) : Inspecteur Peter Pascoe
- Susannah Corbett : Ellie Pascoe
- Pippa Haywood (VF : Sylvie Ferrari) : Rebecca Fenning

## Épisodes

### Première saison (1996)
1. Une femme trop sociable (A Clubbable Woman)
2. L'assassin est dans la fac (An Advancement of Learning)
3. Un automne meurtrier (An Autumn Shroud)

### Deuxième saison (1997)
1. Une passion dévorante (Ruling Passion)
2. Des douceurs assassines (A Killing Kindness)
3. La Vie en roses (Deadheads)
4. Sortie de secours (Exit Lines)

### Troisième saison (1998)
1. Le Secret de la mine (Under World)
2. Un amour d'enfant (Childs Play)
3. Le partage des os (Bones and Silence)
4. Au bois mourant (The Wood Beyond)

### Quatrième saison (1999)
1. Les chemins de l'enfer (On Beulah Height)
2. Retour vers le présent (Recalled to Life)
3. Au nom du sang (Time to Go)
4. Le British Grenadier (The British Grenadier)

### Cinquième saison (2000)
1. Lève-toi et marche (A Sweeter Lazarus)
2. Le vieux renard (Cunning Old Fox)
3. Corps étrangers (Foreign Bodies)
4. Au-dessus de la loi (Above the Law)

### Sixième saison (2001)
1. Un mur de silence (Walls of Silence)
2. Secrets de famille (Home Truths)
3. Les secrets du mort (Secrets of the Dead)
4. Retour vers le passé (Truth and Consequences)

### Septième saison (2002)
1. Mariage mouvementé (The Unwanted)
2. Un repos perturbé (Mens Sana)
3. La forêt des anges (Sins of the Fathers)
4. Balles de golf (For Love nor Money)
5. Titre français inconnu (Dialogues of the Dead)

### Huitième saison (2004)
1. Rencontre avec la mort (A Game of Soldiers)
2. Dalziel perd son sang froid (The Price of Fame)
3. Echappée belle (Great Escapes)
4. Meurtres en eaux troubles (Soft Touch)

### Neuvième saison (2005)
1. La pêche aux membres (Heads You Lose)
2. Diner Royal (Dead Meat)
3. Fouilles archéologiques (The Dig)
4. Kidnapping d'un officier (Dust Thou Art)

### Dixième saison (2006)
1. Le fantôme de Houdini (Houdini's Ghost)
2. Jour de gloire (Glory Days)
3. Un réveil ensanglanté (Wrong Place, Wrong Time)
4. L'ange gardien (Guardian Angel)
5. Un mort dans la famille (A Death in the Family)

### Onzième saison (2006)
1. Une momie sous les eaux (The Cave Woman)
2. La course mortelle (Fallen Angel)
3. Joyeux Halloween (Demons on Our Shoulders)
4. La science avance (Project Aphrodite)
5. Promenons-nous dans les bois (Under Dark Stars)